# Drugmanita
La drugmanita és un mineral de la classe dels fosfats. Rep el nom en honor del mineralogista belga J. Drugman (Brussel·les, 28 de maig de 1875 - 1 de juliol de 1950). Va treballar al Reial Institut Belga de Ciències Naturals i va ser un col·leccionista de minerals amb un interès especial per les macles.

## Característiques
La drugmanita és un fosfat de fórmula química Pb(Fe3+,Al)₂(PO₄)₂(OH)₂. Cristal·litza en el sistema monoclínic. La seva duresa a l'escala de Mohs es troba entre 5 i 6.
Segons la classificació de Nickel-Strunz, la drugmanita pertany a «08.BH: Fosfats, etc. amb anions addicionals, sense H₂O, amb cations de mida mitjana i gran, (OH, etc.):RO₄ = 1:1» juntament amb els següents minerals: thadeuïta, durangita, isokita, lacroixita, maxwellita, panasqueiraïta, tilasita, bjarebyita, cirrolita, kulanita, penikisita, perloffita, johntomaïta, bertossaïta, palermoïta, carminita, sewardita, adelita, arsendescloizita, austinita, cobaltaustinita, conicalcita, duftita, gabrielsonita, nickelaustinita, tangeïta, gottlobita, hermannroseïta, čechita, descloizita, mottramita, pirobelonita, bayldonita, vesignieïta, paganoïta, jagowerita, carlgieseckeïta-(Nd), attakolita i leningradita.

## Formació i jaciments
Va ser descoberta a la localitat de Richelle, a Visé (Província de Lieja, Bèlgica). Posteriorment també ha estat descrita a la mina Neue Hoffnung (Alemanya), a la localitat d'Akrotiri (Grècia) i al dipòsit de Canaan (Hondures).